# Escharoides coccinea
Escharoides coccinea is een mosdiertjessoort uit de familie van de Exochellidae. De wetenschappelijke naam van de soort is, als Cellepora coccinea, voor het eerst geldig gepubliceerd in 1806 door Abildgaard. E. coccinea is een oranje, korstvormende soort, die uitgebreide kolonies kan vormen.